# Peter Howson

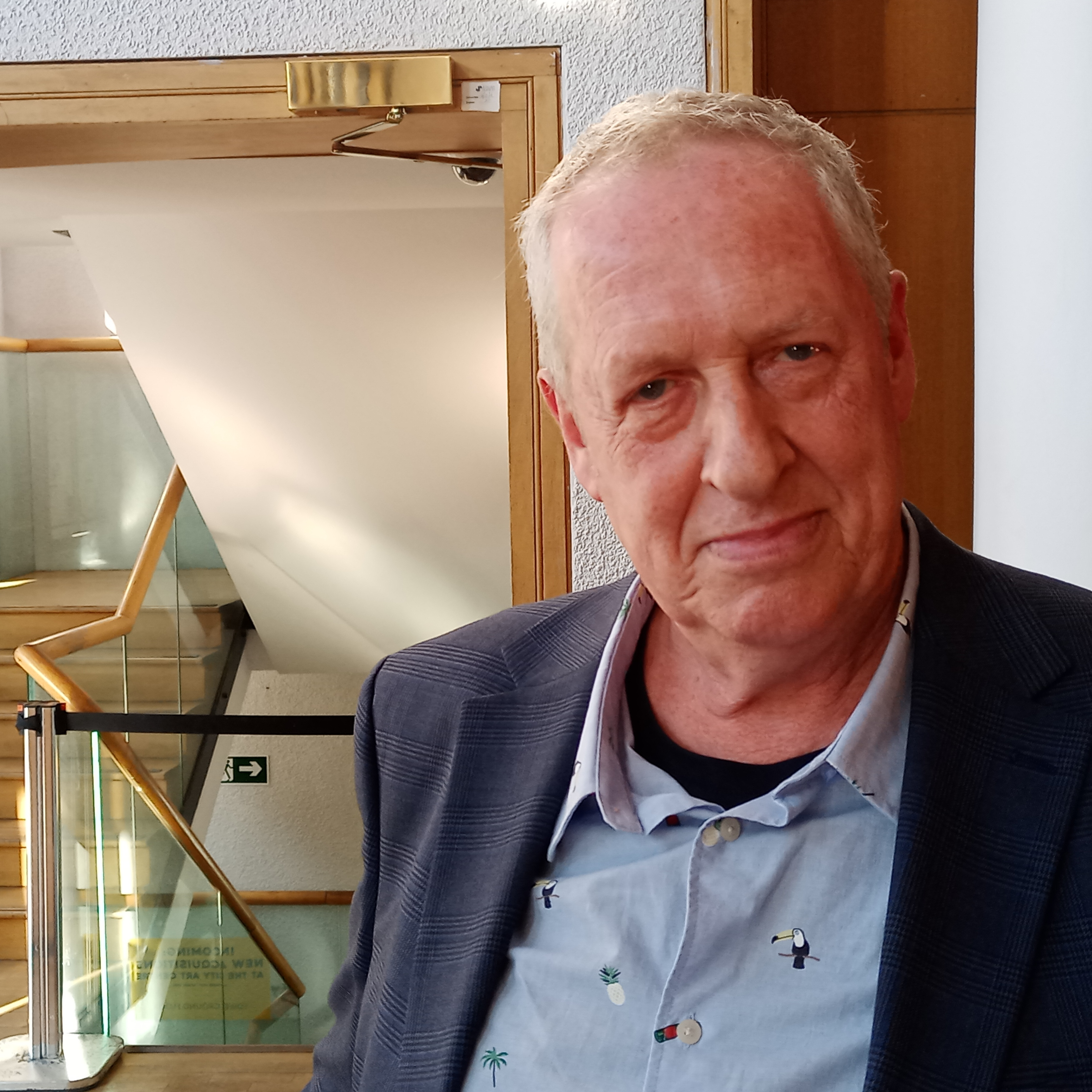
Peter Howson (2023)

Peter Howson (* 27. März 1958 in London) ist ein schottischer Maler.

## Leben
Er wuchs in Prestwick, South Ayrshire, auf. Nach einem kurzen Militärdienst studierte er ab 1979 an der School of Art in Glasgow bei John Bellany, dessen Meisterschüler er auch wurde. Gemeinsam mit Ken Currie und anderen gründete er die Malergruppe Glasgow Boys neu, die Ende des 19. Jahrhunderts entstanden war und damals die moderne Malerei wesentlich beeinflusst hatte.
Im Bosnienkrieg war er offizieller britischer Kriegsmaler. Im Kosovo-Krieg war er Kriegsmaler der Londoner Times. Neben den Schrecken des Kriegs zeigen seine Bilder häufig religiöse Motive.
Seine Bilder sind bei vielen Prominenten beliebt, u. a. bei Madonna, David Bowie, Bob Geldof und Sylvester Stallone. Sein Bild „The Sisters of Mercy“ ist auf dem Cover des Albums „Throwing Copper“ der Rockgruppe Live abgebildet.
Peter Howson lebt und arbeitet in Glasgow.

## Ehrungen
- Peter Howson wurde im Jahr 2009 geehrt als Officer of the Order of the British Empire (OBE).[1]
- Im November 2010, sendete das BBC Schottland eine Dokumentation unter dem Titel „The Madness of Peter Howson“ (dt. Die Verrücktheit des Peter Howson) die die letzten Schritte der Vollendung der großen Ausstellung in der renovierten St Andrew’s Cathedral zeigten und auch von Howsons Kampf mit psychischer Erkrankung und Asperger-Syndrom schildert.[2]

Im September 2014, deutete Howson an, seine Ehrung OBE zurückzugeben, vorwiegend weil er die britische Auslandspolitik kritisierte. Aber es ist nicht klar, ob er es tatsächlich umsetzte.

### Monografien
- Peter Howson – A Different Man, Peter Howson’s Art, from Bosnia and Beyond, von Alan Jackson, Edinburgh 1997, (engl.) ISBN 1-85158-947-3
- Peter Howson von Robert Heller, London 2000, (engl.) ISBN 1-902945-11-5
- Peter Howson – The Third Step, London 2002, (engl.) ISBN 1-902945-33-6
- Peter Howson – Christos Aneste, London 2005, (engl.) ISBN 1-902945-55-7

### Ausstellungskataloge
- Harrowing of Hell, 24. Oktober – 22. November 2008, Verlag: Flowers East
- Christos Aneste, 18. März – 7. Mai 2005, Flowers East
- Inspired by the Bible, 6. – 20. August 2004, New College, Edinburgh
- The Stations of the Cross, 11. April – 18. Mai 2003, Flowers East
- The Third Step, 13. April – 4. Juni 2002, Flowers East
- The Rake’s Progress, 12. Januar – 11. Februar 1996, Flowers East
- Blind Leading the Blind, 9. November – 8. Dezember 1991, Flowers East